# Liste deutschsprachiger Schriftsteller/L
Hinweis: Die Umlaute ä, ö, ü werden wie die einfachen Vokale a, o, u eingeordnet, der Buchstabe ß wie ss. Dagegen werden ae, oe, ue unabhängig von der Aussprache immer als zwei Buchstaben behandelt 

## La – Lan
- Joochen Laabs (1937)
- Clemens Laar, eigentlich Eberhard Koebsell (1906–1960)
- Hedwig Lachmann (1865–1918)
- Volkmar Lachmann (1921–1945)
- Stephan Lackner (1910–2000)
- Ann Ladiges (1935–2019)
- Jürg Laederach (1945–2018)
- August Heinrich Julius Lafontaine (1758–1831)
- Sven Lager (1965–2021)
- Angelika von Lagerström (1812–1879)
- Ludwig Laher (1955)
- Ludwig Laistner (1845–1896)
- Silke Lambeck (1964)
- Monika Lamers (1941)
- Rainer Lämmerhirt (1956)
- August Lämmle (1876–1962)
- Friedo Lampe (1899–1945)
- Friedrich Adolf Lampe (1683–1729)
- Peter Martin Lampel (1894–1965)
- Pfaffe Lamprecht (12. Jh.)
- Wilhelm Lamszus (1881–1965)
- Bertha von der Lancken (1863–nach 1935)
- Isidor Landau (1850–1944)
- Lola Landau (1892–1990)
- Gustav Landauer (1870–1919)
- Jeannette Lander (1931–2017)
- Peter Landerl (1974)
- Michael Landgraf (1961)
- Erich Landgrebe (1908–1979)
- Walter Landin (1952–2021)
- Hermann Landois (1835–1905)
- Artur Landsberger (1876–1933)
- Heinrich Landsberger (1862–1919)
- Hugo Landsberger (1861–1939)
- Carl Lang (Schriftsteller) (1766–1822)
- Karl Heinrich von Lang (1764–1835)
- Matthias Lang (1902–1965)
- Othmar Franz Lang (1921–2005)
- Roland Lang (1942)
- Thomas Lang (1967)
- August Friedrich Ernst Langbein (1757–1835)
- Walter-Jörg Langbein (1954)
- Carl Lange (1885–1959)
- Friedrich Lange (1898–1976)
- Hartmut Lange (1937)
- Horst Lange (1904–1971)
- Kathrin Lange (1969)
- Katja Lange-Müller (1951)
- Katrin Lange (1942)
- Samuel Gotthold Lange (1711–1781)
- Sophie Lange (1936–2023)
- Curt Langenbeck (1906–1953)
- Paul Langenscheidt (1860–1925)
- Angela Langer (1884–1916)
- Anton Langer (1824–1879)
- Felix Langer (1889–1979)
- Hans Langer (1912–1988)
- Jochen Langer (1953)
- Rudolf Günter Langer (1923–2007)
- Tanja Langer (1962)
- Johann Christian Ferdinand von Langermann (1880–?)
- Marianne Langewiesche (1908–1979)
- Wilhelm Langewiesche (1866–1934)
- Elisabeth Langgässer, eigentlich E. L. Hoffmann (1899–1950)
- Anna Langhoff (1965)
- Wolfgang Langhoff (1901–1966)
- Ulrike Längle (1953)
- Philipp Langmann (1862–1931)
- Ilse Langner (1899–1987)
- Maria Langner (1901–1967)
- Werner Lansburgh (1912–1990)
- Günter Lanser (1932)
- Kurt Lanthaler (1960)

## Lap – Laz
- Karl Lappe (1773–1843)
- Thomas Lappe (1964)
- Simone Lappert (1985)
- Sarah Lark, eigentlich Christiane Gohl (1958)
- Sophie von La Roche (1730–1807)
- Adolph L’Arronge (1838–1908)
- Paul Lascaux, eigentlich Paul Ott (1955)
- Gregor Laschen (1941–2018)
- Berta Lask (1878–1967)
- Else Lasker-Schüler (1869–1945)
- Bernhard Lassahn (1951)
- Johannes Lassenius (1636–1692)
- Kurd Laßwitz (1848–1910)
- Dieter Lattmann (1926–2018)
- Anemone Latzina (1942–1993)
- Andreas Latzko (1876–1943)
- Fritz Lau (1872–1966)
- Gabriel Laub (1928–1998)
- Heinrich Laube (1806–1884)
- Cécile Lauber (1887–1981)
- Rolf Lauckner (1887–1954)
- Nikolaus Lauer (1887–1980)
- Heinrich Laufenberg (nach 1390–1460)
- Walter Laufenberg (* 1935)
- Joseph von Lauff (1855–1933)
- Friedrich Christian Laukard (1757–1822)
- Friedrich Laun, eigentlich Friedrich August Schulze (1770–1849)
- Johann Lauremberg (1590–1658)
- Peter Lauremberg (1585–1639)
- Laurentius von Schnüffis (1633–1702)
- Ernst Josef Lauscher (1947)
- Heinrich Lautensack (1881–1919)
- Emma Lauter (1838–1926)
- Hermann O. Lauterbach (1926–2015)
- Rüdiger Lautmann (1935)
- Christine Lavant (1915–1973)
- Rudolf Lavant, eigentlich Richard Cramer (1844–1915)
- Johann Kaspar Lavater (1741–1801)
- Mary Lavater-Sloman (1891–1980)
- Auguste Lazar (1887–1970)

## Le – Lem
- Richard Leander, eigentlich Richard von Volkmann (1830–1889)
- Benjamin Lebert (1982)
- Hans Lebert (1919–1993)
- Franz Lechleitner (1865–1928)
- Auguste Lechner (1905–2000)
- Joe Lederer (1904–1987)
- Gert Ledig (1921–1999)
- Root Leeb (* 1955)
- Birgit van der Leeden (1955)
- Artur Leenders (1954–2020)
- Hiltrud Leenders (1955–2018)
- Gertrud von Le Fort (1876–1971)
- Herbert Leger (1929–2007)
- Werner Legère (1912–1998)
- Arthur-Heinz Lehmann (1909–1956)
- Christine Lehmann (1958)
- Jürgen Lehmann (1934)
- Kurt Lehmann, urspr. Name von Konrad Merz (1908–1999)
- Wilhelm Lehmann (1882–1968)
- Bertha Lehmann-Filhés (1819–nach 1887)
- Georg Christian Lehms (1684–1717)
- Stefan Lehnberg (1964)
- Fr. Lehne (1874–1957)
- Friedrich Lehne (1771–1836)
- Angela Lehner (1987)
- Marie Luise Lehner (1995)
- Aloys Lehnert (1888–1976)
- Joachim Lehnhoff (1926–2013)
- Hans Lehr (1901–1965)
- Thomas Lehr (1957)
- Hans Joachim Leidel (1915–1962)
- Arnold Leifert (1940–2012)
- Hans Leifhelm (1891–1947)
- Hans Leip (1893–1983)
- Leo Leipziger (1861–1922)
- Johann Anton Leisewitz (1752–1806)
- Richard Leising (1934–1997)
- Otmar Leist (1921–2012)
- Christoph Leisten (1960)
- Bernd Leistner (1939–2019)
- Josef Leitgeb (1897–1952)
- Otto von Leitgeb (1860–1951)
- Karl Gottfried Leitner (1800–1890)
- Maria Leitner (1892–1942)
- Mariana Leky (1973)
- Alfred Leman (1925–2015)
- Marjaleena Lembcke (1945)
- Hanna Lemke (1981)
- Alfred Lemm, eigentlich Alfred Lehmann (1889–1918)
- Fritz Lemmermayer (1857–1932)

## Len – Lez
- Nikolaus Lenau (1802–1850)
- Josef Lenhard (1886–1965)
- Margarete Lenk (1841–1917)
- Wilhelm Lennemann (1875–1963)
- Friedrich Lennig (1796–1838)
- Georg Lentz (1928–2009)
- Michael Lentz (1964)
- Hermann Lenz (1913–1998)
- Jakob Michael Reinhold Lenz (1751–1792)
- Jürgen Lenz (1916–1990)
- Karl Gotthold Lenz (1763–1809)
- Leo Lenz (1878–1962)
- Reimar Lenz (1931–2014)
- Siegfried Lenz (1926–2014)
- Hans-Georg Lenzen (1921–2014)
- Maria Lenzen (1814–1882)
- Viktor Leon, eigentlich Viktor Hirschfeld (1858–1940)
- Kurt Leonhard (1910–2005)
- Rudolf Leonhard (1889–1953)
- Emil Leonhardt (1862–1958)
- Henrike Leonhardt (1943)
- Hermann Leopoldi (1888–1959)
- Jella Lepman (1891–1970)
- Karl Franz Leppa (1893–1986)
- Anne Lepper (1978)
- Paul Leppin (1878–1945)
- Carola Lepping (1921–2009)
- Karl Lerbs (1893–1946)
- Alexander Lernet-Holenia (1897–1976)
- Emil Lerperger (1908–1982)
- Heinrich Lersch (1889–1936)
- Jürgen Leskien (1939)
- Jean Lessenich (1942–2017)
- Gotthold Ephraim Lessing (1729–1781)
- Daniel Lessmann (1794–1831)
- Sandra Lessmann (1969)
- Reinhard Lettau (1929–1996)
- Dagmar Leupold (1955)
- Gustav Leutelt (1860–1947)
- Gertrud Leutenegger (1948–2025)
- Heinrich Leuthold (1827–1879)
- Ilse Leutz (1896–1982)
- Julius Levin (1862–1935)
- Rahel Levin (1771–1833)
- August Lewald (1792–1871)
- Emmi Lewald (1866–1946)
- Fanny Lewald (1811–1889)
- Sünje Lewejohann (1972)
- Waldtraut Lewin (1937–2017)
- Charles Lewinsky (1946)
- Sibylle Lewitscharoff (1954–2023)
- Hanna Leybrand (1945–2017)
- Gudrun Leyendecker (1948)

## Lh – Lim
- Kim de l’Horizon (1992)
- Heinrich Lhotzky (1859–1930)
- Mechthilde von Lichnowsky (1879–1958)
- Georg Christoph Lichtenberg (1742–1799)
- Elisabeth Lichtenecker (1919–1984)
- Herbert Lichtenfeld (1927–2001)
- Alfred Lichtenstein (1889–1914)
- Magnus Gottfried Lichtwer (1719–1783)
- Romie Lie (1954)
- August Jacob Liebeskind (1758–1793)
- Franz Liebhard, eigentlich Robert Reiter (1899–1989)
- Hans Liebhardt (1934–2017)
- Karl Lieblich (1895–1984)
- Irina Liebmann (1943)
- Kurt Liebmann (1897–1981)
- Emin Liebscher (1970)
- Urs Liechti (1887–1980)
- Klaus-Jürgen Liedtke (1950)
- Tom Liehr (1962)
- Meinrad Lienert (1865–1933)
- Demian Lienhard (1987)
- Friedrich Lienhard (1865–1929)
- Hermann Lienhard (1922–1999)
- Heinz Liepman (1905–1966)
- Werner Liersch (1932–2014)
- Martina-Marie Liertz (1962–2020)
- Lothar Lies (1940–2008)
- Raphael Liesegang (1869–1947)
- Tanya Lieske (1964)
- Erich Lifka (1924–2007)
- Detlev von Liliencron (1844–1909)
- Heinrich Lilienfein (1879–1952)
- Roger Lille (1956–2014)
- Martin Limburger (1637–1692)
- Erich Limpach (1899–1965)
- Richard Limpert (1922–1991)

## Lin – Liz
- Helene Lincke-Resch (1838–1914)
- Hera Lind (1957)
- Jakov Lind, eigentlich Jakov Landwirt (1927–2007)
- Paul Lindau (1839–1919)
- Rudolf Lindau (1829–1910)
- Friedrich Lindemann (1898–1950)
- Maurus Lindemayr (1723–1783)
- Heinrich Lindenborn (1706–1750)
- Michael Lindener (etwa 1520–1562)
- Wolfgang Linder (1961)
- Robert Linderer (1824–1886)
- Albert Lindner (1831–1888)
- Jan Lindner (1985)
- Kaspar Gottlieb Lindner (1705–1769)
- Rainer Lindow (1942–2021)
- Thekla Lingen (1866–1931)
- Theo Lingen, eigentlich Franz Theodor Schmitz (1903–1978)
- Hermann Lingg (1820–1905)
- Charlotte Link (1963)
- Franz Link (1869–1937)
- Heiner Link (1960–2002)
- Jochen Link (1943)
- André Linke (1984)
- Johannes Linke (1900–1945)
- Lilo Linke (1906–1963)
- Oskar Linke (1854–1928)
- Hans Willi Linker (1896–1958)
- Liesel Linn (1927)
- Richard Linsert (1899–1933)
- John Linthicum (1948–2008)
- Karl Linzen (1874–1939)
- Siegfried Lipiner (1856–1911)
- Helmut von der Lippe (1935–2010)
- Helga Lippelt (1943)
- Maik Lippert (1966)
- Johann Lippet (1951)
- Alois Johannes Lippl (1903–1957)
- Horst Lipsch (1925–1982)
- Alfred Liquornik, späterer Name Alfred Gong (1920–1981)
- Eva Lirot (1966)
- Christian Ludwig Liscow (1701–1760)
- Ernst Lissauer (1882–1937)
- Ellen List (1898–?)
- Horst Friedrich List (1924–1976)
- Monika Littau (1955)

## Lo – Lom
- Norbert Loacker (1939–2024)
- Mira Lobe (1913–1995)
- Georg Löbsack (1893–1936)
- Wilhelm Lobsien (1872–1947)
- Ambrosius Lobwasser (1515–1585)
- Jakob Locher (etwa 1471–1528)
- Christoph Lode (1977)
- Jürgen Lodemann (1936)
- Oskar Loerke (1884–1941)
- Erich Loest (1926–2013)
- Bruno Loets (1904–1969)
- Hugo Loetscher (1929–2009)
- Günther Loewit (1958)
- Ernst Loewy (1920–2002)
- Günter Löffler (1921–2013)
- Hans Löffler (1946)
- Kay Löffler (1958)
- Friedrich von Logau (1604–1655)
- Daniel Casper von Lohenstein (1635–1683)
- Dea Loher (1964)
- Ingeborg Lohfink (1931–2021)
- Herbert Andreas Löhlein (1900–1987)
- Georg Lohmeier (1926–2015)
- Birgit Lohmeyer (1958)
- Julius Lohmeyer (1835–1903)
- Wolfgang Lohmeyer (1919–2011)
- Ernst Friedrich Löhndorff (1899–1976)
- Adolf Löhr (1889–nach 1982)
- Dieter Lohr (1965)
- Robert Löhr (1973)
- Hedwig Lohß (1892–1986)
- Ernst Lohwag (1847–1918)
- Josef Lohwag (1849–1911)
- Christian Loidl (1957–2001)
- Gabriel Loidolt (1953)
- Horst Lommer (1904–1969)

## Lon – Loz
- Hermann Löns (1866–1914)
- Friedrich Otto Armin Loofs (1886–1930)
- Christel Looks-Theile (1930–2015)
- Irma Loos (1907–?)
- Guido Looser (1892–1937)
- Jakob Lorber (1800–1864)
- Hans Lorbeer (1901–1973)
- Kito Lorenc (1938–2017)
- Carl Lorens (1851–1909)
- Eleonora Lorenz (1895–1949)
- Helmut Lorenz (1873–?)
- Wiebke Lorenz (1972)
- Wilhelmine Lorenz (1784–1861)
- Rudolf Lorenzen (1922–2013)
- Heinz Lorenz-Lambrecht (1888–1966)
- Hieronymus Lorm, eigentlich Heinrich Landesmann (1821–1902)
- Mac P. Lorne (1957)
- Boy Lornsen (1922–1995)
- Hans Löscher, eigentlich Gustav Löscher (1881–1946)
- Gert Loschütz (1946)
- Frank Löser (1944)
- Claudia Lössl (1975–2015)
- Peter Lotar (1910–1986)
- Ernst Lothar, eigentlich Ernst Lothar Müller (1890–1974)
- Rudolph Lothar (1865–1933)
- Lotichius, eigentlich Petrus L. Secundus Lottich (1528–1560)
- Georg Lotter (1889–1977)
- Joachim Lottmann  (1956)
- Ernst Wilhelm Lotz (1890–1914)
- Josef Lowag (1849–1911)
- Johann Friedrich Löwen (1727–1771)
- Paul Löwinger junior (1949–2009)

## Lu – Ly
- Axel Lübbe (1880–1963)
- Fried Lübbecke (1883–1965)
- Gerd Hergen Lübben (1937)
- Hugo Lubliner (1846–1911)
- Samuel Lublinski (1868–1910)
- Johann Peter Luck (1797–1868)
- Conradine Lück (1885–1959)
- Emil Lucka (1877–1941)
- Manfred Lückert (1947–2021)
- Felix Graf von Luckner (1881–1966)
- Volker Lüdecke (1961)
- Karoline Ludecus (1757–1827)
- Hans-Ulrich Lüdemann (1943–2019)
- Dirk Ludigs (* 1965)
- Franz Lüdtke (1882–1945)
- Ludwig I. (Anhalt-Köthen) (1579–1650)
- Emil Ludwig, eigentlich Emil Cohn (1881–1948)
- Helmut Ludwig (1930–1999)
- Lori Ludwig (1924–1986)
- Max Ludwig (1873–1940)
- Otto Ludwig (1813–1865)
- Paula Ludwig (1900–1974)
- Ludwig Lugmeier (1949)
- Heinrich Luhmann (1890–1978)
- Otto Lukas (1881–1956)
- Martin Luksan (1947)
- Anja Lundholm (1918–2007)
- Claudius Lünstedt (1973)
- Sandra Lüpkes (1971)
- Johann (Jancu) Lupul (1836–1922)
- Martin Luserke (1880–1968)
- Gila Lustiger (1963)
- Kurt Lütgen (1911–1992)
- Wolfgang Graf von Lüttichau (1952)
- Martin Luther (1483–1546)
- Bobby E. Lüthge, eigentlich Erwin Robert Lüthge (1891–1964)
- Ludger Lütkehaus (1943–2019)
- Georg Lutz (1889–1964)
- Joseph Maria Lutz (1893–1972)
- Michael Lutz (1964)
- Que Du Luu (1973)
- Joseph August Lux (1871–1947)
- Lana Lux (1986)
- Charlotte Lyne (1965)
- Johann Peter Lyser, eigentlich Peter Theodor Burmeister (1804–1870)